# Friedrich Schmalz

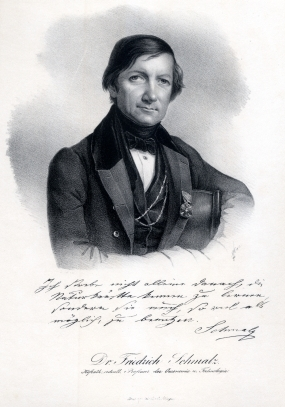
Eduard Hau: Friedrich Schmalz, 1839

Johann Friedrich Leberecht Schmalz (* 25. Juni 1781 in Wildenborn bei Zeitz; † 23. Mai 1847 in Dresden) war ein deutscher Agrarwissenschaftler.

## Leben und Wirken
Friedrich Schmalz, Sohn eines Rittergutspächters, erlernte bei Verwandten die praktische Landwirtschaft. 1804 pachtete er das Rittergut Zangenberg bei Zeitz und 1806 das Gut Ponitz bei Altenburg. Als Autodidakt erwarb er sich ein umfassendes landwirtschaftliches Wissen. 1812 übernahm er im Auftrag der preußischen Regierung die Güter Kussen und Neuweide bei Gumbinnen (Ostpreußen), die er trotz anfänglicher Schwierigkeiten zu gewinnbringenden Musterwirtschaften ausbaute. Gleichzeitig arbeitete er als Redakteur bei landwirtschaftlichen Zeitschriften. Außerdem entfaltete er eine rege publizistische Tätigkeit. Mit Beiträgen aus allen Bereichen der Landwirtschaft erwarb er sich in Ostpreußen und im gesamten Baltikum hohes Ansehen.
1821 wurde Schmalz Sekretär der Landwirtschaftlichen Gesellschaft in Litauen. 1829 folgte er einem Ruf als ordentlicher Professor für Landwirtschaft und Technologie an die Kaiserliche Universität Dorpat. Kurz vor seinem Amtsantritt
hatte ihm die Universität Jena den akademischen Grad eines Dr. phil. verliehen. 1834 gründete Schmalz auf dem Gut Altkusthof bei Dorpat eine landwirtschaftliche Lehranstalt, die jedoch nur wenige Jahre bestand.
Als Hochschullehrer unternahm Schmalz landwirtschaftliche Studienreisen in die inneren Teile Russlands. In Dorpat schrieb er mehrere belehrende und anregende Fachbücher über den Pflanzenbau. 1845 gab er sein Lehramt auf und zog sich auf sein Gut Kussen zurück. Er verstarb während einer Besuchsreise bei Verwandten in Dresden. Schmalz gilt als „Urgestein“ des Acker- und Pflanzenbaus und der Gutswirtschaft in Ostpreußen und im Baltikum.

## Hauptwerke
- Erfahrungen im Gebiete der Landwirthschaft, 7 Bände, Verlag J. F. Gleditsch Leipzig 1814–1842.
- Mittheilungen aus dem Gebiete der Landwirthschaft. In Verbindung herausgegeben von J. G. Koppe, F. Schmalz, G. Schweitzer und F. Teichmann, 3 Bände, Verlag J. F. Gleditsch Leipzig, 1818, 1820 u. 1825.
- Versuch einer Anleitung zum Bonitiren und Klassificiren des Bodens. Verlag J. F. Gleditsch Leipzig 1824. – Neue Auflage im Verlag F. Fleischer Leipzig 1833.
- Ueber meine Wirthschaften in Kussen und Neuweide. Gumbinnen 1829.
- Die große Wichtigkeit des Kartoffelbaues in land- und staatswirthschaftlicher Hinsicht. Königsberg 1829.
- Die Lehre vom Dünger, oder gründliche Anleitung zur Production, richtigen Behandlung und zweckmäßigen Anwendung der verschiedenen Düngerarten auf dem productiven Boden. Verlag Baumgärtner Leipzig 1831.
- Versuch einer Beantwortung der Frage: ist es gut, oder wohl gar nothwendig, daß die Landwirthschaft wissenschaftlich behandelt werde? Einladungsschrift für die zu Altkushof bei Dorpat neue errichtete landwirthschaftliche Lehranstalt. Eduard Franzen´s Buchhandlung Riga und Dorpat 1834.
- Theorie des Pflanzenbaues mit Beispielen aus der Erfahrung im Großen erläutert und bestätigt. Eine Anleitung für Landwirthe, Forstmänner und Gärtner, die den möglich höchsten Ertrag aus dem Boden ziehen wollen. Verlag Gebr. Bornträger Königsberg 1840.
- Anleitung zur Kenntniß und Anwendung eines neuen Ackerbausystems. Auf Theorie und Erfahrung gegründet. Verlag Brockhaus Leipzig 1842.